# 社宮祠站
社宮祠站（日语：／ Shagushi eki */?）是一座位於愛知縣名古屋市東區杉村町（現時：北區），名古屋鐵道（名鐵）瀨戶線的車站（廢站）。

## 歷史
在1911年（明治44年）5月23日，隨著土居下站至大曾根站之間開通，此站同時啟用。在現時尼坂站至森下站之間，曾經還有一座名為坂下站的車站。在1944年（昭和19年），隨著第二次世界大戰的戰況升級而暫停營業。在戰後沒有重新營業，最後於1956年（昭和31年）10月15日廢除。
- 1911年（明治44年）5月23日 - 車站啟用[3]。
- 1944年（昭和19年） - 車站被暫停營業[3]。
- 1956年（昭和31年）10月15日 - 車站被廢除[3]。

## 相鄰車站
名古屋鐵道
瀨戶線
尼坂－社宮祠－坂下

## 注腳
1. ↑  石野哲（編）. . 今尾恵介  (编). . JTB出版. 2010: 219. ISBN 978-4-533-07860-6 （日语）.
2. ↑  鐵道省 編 『鉄道停車場一覧 昭和12年10月1日現在』p.366 川口印刷所出版部 1934年 國立國會圖書館數碼化收藏
3. 1 2 3 4  今尾惠介（監修）.  7 東海. 新潮社. 2008: 46. ISBN 978-4-10-790025-8 （日语）.